# تالر الاتفاقيات
تالر الاتفاقيات كان عملة فضية قياسية استُخدمت في الإمبراطورية النمساوية وولايات جنوب ألمانيا التابعة للإمبراطورية الرومانية المقدسة خلال الفترة التي امتدت من منتصف القرن الثامن عشر الميلادي وحتى بدايات القرن التاسع عشر الميلادي. ويُعتبر تالر ماريا تيريزا، والذي لا يزال يُسك حتى اليوم، أحد أشهر نماذج تالر الاتفاقيات. وكانت قيمة غولدن الاتفاقيات تعادل نصف قيمة تالر الاتفاقيات.

## التاريخ
أدخلت الإمبراطورية النمساوية نظام عملة الاتفاقيات عام 1754 ليحل محل نظام لايبزيغ للعملات، والذي بدأ استخدامه منذ عام 1690، بعد أن أدى انخفاض نسبة سعر الذهب إلى سعر الفضة من 15 إلى 14.5 في ثلاثينيات القرن الثامن عشر الميلادي إلى تدفق كبير من التالرات الأرخص المُعرّفة بالذهب. حدّد نظام لايبزيغ للعملات التالرات الألمانية الشمالية كوحدة أساسية للعملة تعادل قيمتها 3/4 قيمة التالر الإمبراطوري، والذي يزن 25.984 غرامًا، أو 19.488 غرامًا من الفضة الخالصة. وفي عام 1741، أصدر بيستول فريدريش دور الذهبي الذي يزن 6.05 غرامات من الذهب الخالص، وكانت قيمته تُعادل قيمة 5 ثالرات. وكنتيجة لذلك، طُرح تالر ذهبي أرخص بقيمة 1.21 غرام من الذهب الخالص، أو 1.21 × 14.5 = 17.545 غرامًا من الفضة الخالصة. كانت قيمة تالر الاتفاقيات الواحد (عيار 10 ثالر، والتي تزن 23.386 غرام من الفضة) تُعادل عُشر (1/10) قيمة مارك كولونيا، وكانت قيمته تُعادل في الأصل قيمة اثنين من تالر الاتفاقيات (عيار 20 غولدن، والتي تزن 11.693 غرامًا من الفضة)، أي أن قيمة عملة واحدة كانت تُعادل قيمة 2 غولدنًا. وبالتالي، أُصبح يُشار إلى الغولدن باعتباره نصف تالر الاتفاقيات. لم يكن هذا التكافؤ موجودًا مع عملات جنوب ألمانيا ذات الفئات الأدنى، حيث كانت قيمة تالر الاتفاقيات تُعادل قيمة غولدنين و12 كرويزر. لذلك، عُدِّل معيار سك الغولدن عام 1760.
أدخل تالر الاتفاقيات إلى الإمبراطورية النمساوية لأول مرة في 7 نوفمبر (تشرين الثاني) 1750 لكي يحل محل التالر الإمبراطوري، ثُم أُدخل تالر الاتفاقيات أيضًا إلى الدائرة الإمبراطورية البافارية بموجب معاهدة تالر الاتفاقيات الموقعة في 20 سبتمبر (أيلول) 1753، ثُم بدأ ينتشر تدريجيًا إلى جنوب ألمانيا وساكسونيا، والتي سُك فيها آخرتالر اتفاقيات ألماني عام 1838. وفي النمسا، استمر سك تالرات الاتفاقيات حتى عام 1856 قبل أن تُستبدل بموجب بنود معاهدة فيينا لسك العملات عام 1857.
كان تالر الاتفاقيات هو عملة التالر القياسية التي أصدرتها العديد من دور سك العملات في الإمبراطورية الرومانية المقدسة وفقًا لمعيار ٢٠ غولدن لاتفاقية سك العملات لعام 1753، والذي سُكّت بموجبه 10 عملات معدنية بلغ وزنها 23.385 غرامًا من الفضة الخالصة وفقًا لمعيار وزن مارك كولونيا. كانت قيمة عملة تالر الاتفاقيات تكافئ 32 غروشن، على عكس عملة التالر الإمبراطوري، التي كانت تُكافئ 24 غروشن، وبالتالي، كان تالر الاتفاقيات الواحد يُعادل 4/3 تالر إمبراطوري.
حلّ تالر الاتفاقيات محل التالر الإمبراطوري (الذي كان يحتوي على 25.984 غرام من الفضة الخالصة) كعملة قياسية في معظم أنحاء الإمبراطورية الرومانية المقدسة، وطُرحت منه للتداول والاستخدام فئات فرعية متنوعة على النحو التالي:
- تالر اتفاقيات واحد، وكان يساوي 2 فلورين نمساوي-مجري، وكل فلورين يساوي 20 غروشن أو 60 كرويزر.
- تالر اتفاقيات واحد، وكان يساوي 2.4 غولدن ألماني جنوبي، يحتوي كل منهما أيضًا على 60 كروتزر.
- تالر اتفاقيات واحد، وكان يساوي 1 + 1/3 تالر ألماني شمالي، حيث كان التالر الألماني الشمالي الواحد كان يساوي 24 غروشن.

وهكذا، بعد تحويله إلى التالر الإمبراطوري النظري الخاص بالإمبراطورية الألمانية القديمة، والذي كان يساوي 24 غروشن، أصبح تالر الاتفاقيات يُعادل معيار 13+1⁄3 ثالر مقارنةً بمارك كولونيا. في الوقت نفسه، كان التالر الإمبراطوري البروسي الجديد الذي سُكّ بالقيمة الحقيقية ابتداءً من عام 1750 يُعادل معيار 14 ثالر الذي طوره يوهان فيليب غرومان، وبالتالي، كان أخف وزنًا وأقل قيمة. حلّت عملات تالر الاتفاقيات الجديدة محل عملات تالر الاتفاقيات التي سُكّت بموجب معاهدة دريسدن لسكّ العملات لعام 1838 في دول الاتحاد الجمركي الألماني حيث كان تالران يُسكّان بمعيار 14 تالر يُعادلان 3+1⁄2 غولدن لمعيار 24+1⁄2 غولدن.
ومع بدايات القرن التاسع عشر الميلادي استُبدل تالر الاتفاقيات في شمال ألمانيا بالتالر البروسي الذي كان يُعادل 1⁄14 من مارك كولونيا أو 16.70 غرامًا من الفضة النقية، أما في جنوب ألمانيا، فقد استبدل تالر الاتفاقيات الذي يحتوي على 2.4 غولدن ألماني جنوبي (9.73 جرام من الفضة النقية لكل غولدن) بالكروننتالر الذي يحتوي على 2.7 غولدن (9.524 غرام من الفضة النقية لكل غولدن).

## الفئات
طرحت فئات فرعية من تالر الاتفاقيات في ساكسونيا حوالي عام 1770 على النحو التالي:
- 3/4 تالر اتفاقيات، وكانت قيمته تُعادل قيمة 1/10 مارك من الفضة الخالصة.
- 2/3 تالر اتفاقيات، وكانت قيمته تُعادل قيمة 1/20 مارك من الفضة الخالصة.
- 1/3 تالر اتفاقيات، وكانت قيمته تُعادل قيمة 1/40 مارك من الفضة الخالصة، ويحتوي على 8 غروشن.
- 1/6 تالر اتفاقيات، وكانت قيمته تُعادل قيمة 1/80 مارك من الفضة الخالصة، ويحتوي على 4 غروشن.
- 1/12 تالر اتفاقيات، وكانت قيمته تُعادل قيمة 1/160 مارك من الفضة الخالصة، ويحتوي على 2 غروشن.
- 1/24 تالر اتفاقيات، وكانت قيمته تُعادل قيمة 1/320 مارك من الفضة الخالصة، ويُكافئ غروشن واحد.
- 1/48 تالر اتفاقيات، وكان يُسكّ من سبيكة من المعادن تُعرف بالبيلون، ويحتوي على 6 بفنغ.
- 1/240 تالر اتفاقيات، وكان يُسكّ من النحاس، ويُكافئ بفنغ واحد.
- 1/480 تالر اتفاقيات، وكان يُسكّ من النحاس، ويُكافئ هلر واحد.